# Санта Катерина Албанезе
Санта Катерѝна Албанѐзе (на италиански: Santa Caterina Albanese, на арбърешки: Picilia, Пицилия) е село и община в Южна Италия, провинция Козенца, регион Калабрия. Разположено е на 472 m надморска височина. Населението на общината е 1292 души (към 2010 г.).
 В това село живее албанско общество, наречено арбъреши. Те са се заселили в този район между XV и XVIII век като бежанци от османското владичество. Село Санта Катерина Албанезе е част от етнографическия район Арберия.